# Crown (Papua Nuova Guinea)
Crown  è un'isola d'origine vulcanica di Papua Nuova Guinea.

## Geografia
L'isola di Crown è un'isola d'origine vulcanica,  di forma quasi circolare con un diametro di 4,5 km, situata a circa 75 km dalle coste nord-orientali di Papua Nuova Guinea e a circa 13 km a nord-est dall'isola di Long.
Sommità emersa di un vulcano estinto, dalla cui cima si sviluppano a raggiera diverse vallate che scendono verso le coste pianeggianti, lungo le quali sono presenti alcune barriere coralline. Il clima è tropicale umido, il territorio è ricoperto da foresta pluviale.